# 西名古屋港駅
西名古屋港駅（にしなごやこうえき）は、かつて愛知県名古屋市港区潮凪町にあった日本貨物鉄道（JR貨物）・東海旅客鉄道（JR東海）の駅。東海道本線支線（通称、西名古屋港線）の終点駅であった。
利用の減少と、名古屋臨海高速鉄道西名古屋港線（あおなみ線）の建設に伴い廃止された。JR東海の駅でもあったが、旅客列車が発着することはなかった。

## 駅概要
晩年は、JR貨物グループの東京液体化成品センター名古屋営業所へ続く側線のみが残っていた。この施設は工場で生産され貨車で送られてきた化学薬品を一旦タンクにて貯蔵しタンクローリーに詰め替える、という中継地として機能していた。 そのため希硝酸や濃硫酸、苛性カリなどの化学薬品がタンク車によって輸送されてきていた。
貨物線としては当駅が終点であったが最盛期の1970年代にはさらに先の潮凪埠頭や空見町にも線路が延びていて、名古屋港管理組合保有の専用線やニチハ名古屋工場、中部鋼鈑工場への専用線もあった。名古屋港管理組合の専用線では主に石炭埠頭で取り扱う石炭の輸送が行われていたほか、専用線内から日本セメント名古屋サービスステーションや明星セメントの名古屋包装所専用線が分岐しており、セメントの取り扱いもあった。
1968年（昭和43年）10月より海上コンテナの取扱が開始され、当駅 - 品川駅間で輸送が開始された。1972年7月には当駅 - 神戸港駅間で海上コンテナ輸送専用列車も設定されたが、1980年までに全廃された。現在、潮凪車庫となっている場所に海上コンテナ荷役用のクレーンが設置されていた。
専用線廃止後もあおなみ線着工前までは当駅の先の線路がわずかながら残っていた。貨物線時代には金城埠頭内まで線路が敷かれたことはない。
なお、当駅のあった場所には現在、名古屋臨海高速鉄道西名古屋港線（あおなみ線）の潮凪信号場が存在している。

## 歴史
- 1950年（昭和25年）6月1日：開業[1][2]。
- 1980年（昭和55年）4月20日：コンテナ貨物の取扱を廃止。
- 1987年（昭和62年）
  - 3月31日：旅客営業を開始[1]。書類上一般駅となる[1]。
  - 4月1日：国鉄分割民営化により、JR貨物・JR東海の駅となる[1]。
- 2001年（平成13年）3月31日：廃止。

## 隣の駅
東海旅客鉄道（JR東海）
東海道本線 支線（西名古屋港線）
名古屋貨物ターミナル駅 - 西名古屋港駅